# لويس أوروزكو
لويس أوروزكو (بالإسبانية: Luis Alberto Orozco) (1 مارس 1984 في المكسيك - ) هو لاعب كرة قدم مكسيكي في مركز الهجوم. لعب مع كروز آزول وكلوب ليون ونادي تيخوانا وتيبورونيس روخوس دي فيراكروز ودورادوس سينالوا ونادي موريليا الرياضي ونادي كوريكامينوس ‏ وVenados F.C. ‏ وريبوسيروس دي لا بيداد ‏.

## وصلات خارجية
- لويس أوروزكو على موقع قاعدة بيانات كرة القدم.إي يو (الإنجليزية)
- لويس أوروزكو على موقع Soccerway.com (الإنجليزية)